# Hafeleův–Keatingův experiment
Hafeleův-Keatingův experiment byl úspěšný pokus o ověření teorie relativity. Provedli jej v říjnu 1971 Američané Joseph Hafele a Richard Keating. Pokus spočíval v měření dilatace času během letu kolem světa po a proti směru otáčení Země. Výzkumníci cestovali běžnými linkovými lety s přesnými césiovými hodinami, jejichž údaj porovnali s údajem hodin United States Naval Observatory. Výsledek publikovali v roce 1972 v časopise Science. Experiment byl zopakován u příležitosti 25. výročí jeho prvního provedení.

## Ověřovaný předpoklad
Podle speciální teorie relativity neexistuje jeden absolutní čas, naměřený čas závisí na pohybové historii pozorovatele. Dvě dvojčata, z nichž jedno odcestuje do vesmíru a druhé zůstane na Zemi, naměří jiný čas a při setkání bude cestující dvojče v důsledku pohybu mladší (naměří měně času). V tomto experimentu „sourozence“ představuje trojice stejných, stejně seřízených vysoce přesných hodin. Hodiny v pozemské observatoři se budou pohybovat rychlostí rotace Země. Hodiny v letadle letícím ve směru rotace se budou pohybovat rychlostí rotace zvýšenou o rychlost letadla. Hodiny v letadle letícím proti směru rotace se budou pohybovat rychlostí rotace sníženou o rychlost letadla. Tedy po dobu letu se budou hodiny pohybovat každé jinou rychlostí způsobující odlišnou dilataci (zpomalení) času.
K tomu je potřeba ještě přičíst dilataci času způsobenou gravitačním polem Země na základě obecné teorie relativity. Pole je na povrchu Země silnější než o několik kilometrů výše v letadle, během letu tedy bude tento efekt zpomalení času větší u hodin v observatoři. Při „setkání“ hodin v observatoři by měly každé „zestárnout“ jinak, tedy ukazovat jiný čas. Ale protože rychlost letadla je v porovnání s rychlostí světla velmi malá, je i relativistický efekt dilatace času velmi malý a měřitelný jen speciálními hodinami.

## Rovnice

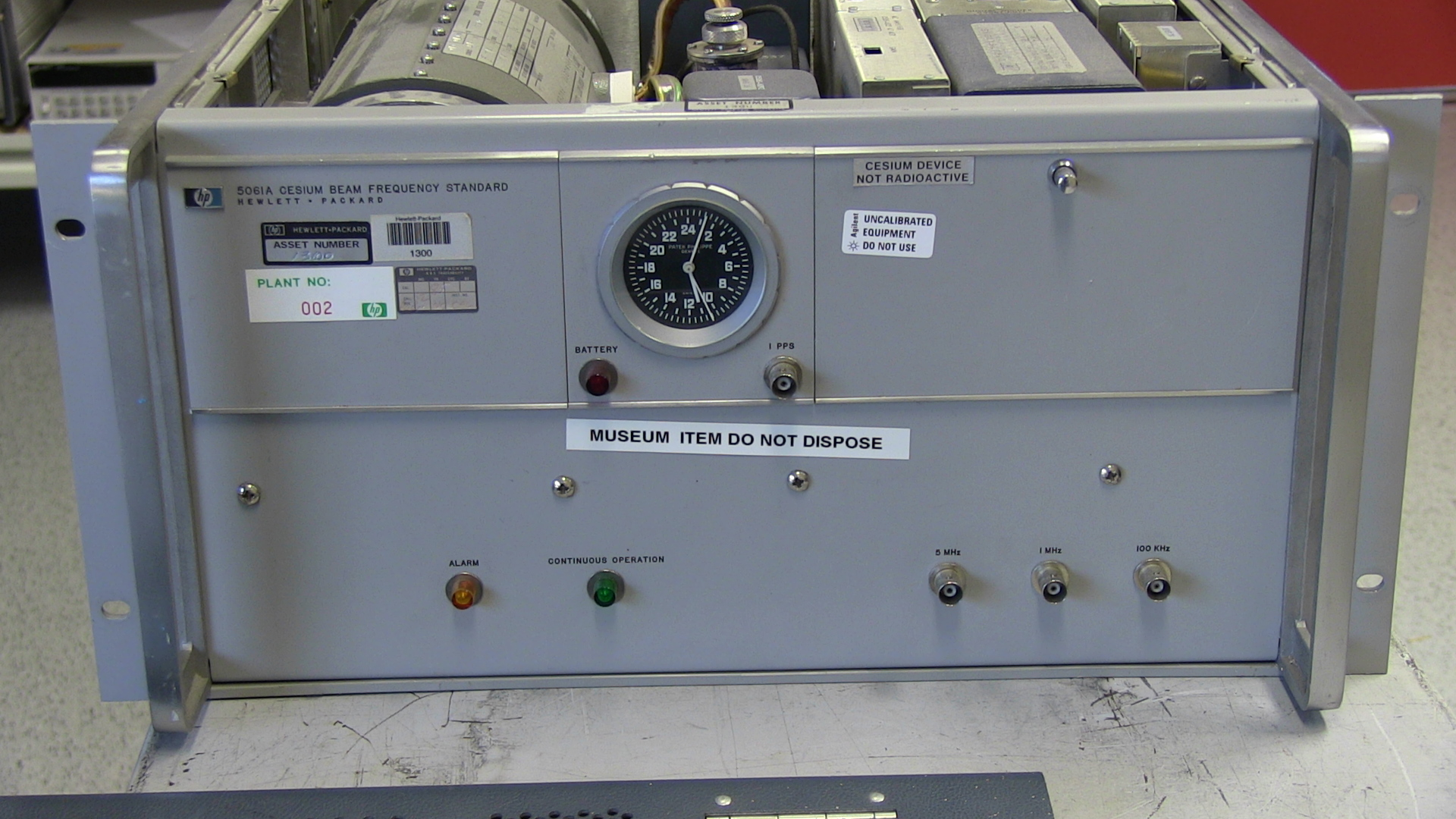
Jedny z césiových hodin HP 5061A použitých při Hafeleově-Keatingově experimentu.

Rovnice, které byly pro vysvětlení experimentu použity:
Celková dilatace času
{\displaystyle \mathrm {T} =\Delta \tau _{v}+\Delta \tau _{g}+\Delta \tau _{s}}
Vliv rychlosti podle speciální teorie relativity
{\displaystyle \Delta \tau _{v}=-{\frac {1}{2c^{2}}}\sum _{i=1}^{k}v_{i}^{2}\Delta \tau _{i}}
Vliv gravitace podle obecné teorie relativity
{\displaystyle \Delta \tau _{g}={\frac {g}{c^{2}}}\sum _{i=1}^{k}(h_{i}-h_{0})\Delta \tau _{i}}
Sagnacův efekt
{\displaystyle \Delta \tau _{s}=-{\frac {\omega }{c^{2}}}\sum _{i=1}^{k}R_{i}^{2}cos^{2}\phi _{i}\Delta \lambda _{i}}
kde h = výška, v = rychlost, {\displaystyle \omega } = zemská rotace τi = doby jednotlivých úseků letu.

## Výsledky
Efekty jednotlivých částí letu byly počítány samostatně a sečteny, protože parametry letů byly různé.
|                               | posuv v nanosekundách           |           |          |          |
| spočítáno                     | spočítáno                       | spočítáno | naměřeno |          |
| gravitace (obecná relativita) | rychlost (speciální relativita) | celkem    | naměřeno |          |
| východní směr                 | 144±14                          | −184 ± 18 | −40 ± 23 | −59 ± 10 |
| západní směr                  | 179±18                          | 96±10     | 275±21   | 273±7    |

Podle klasické (nerelativistické) fyziky by byl čas společný pro všechny uvažované soustavy, takže by všechny v tabulce uvedené hodnoty měly být nulové: 0 ns.

## Význam
Experiment je jedním z dlouhé řady úspěšných experimentů, které ověřily platnost Einsteinovy teorie, která je spolu s kvantovou fyzikou základem současné fyziky. Na rozdíl od předchozích testů dilatace času založených na pozorování subatomárních částic podal přímý důkaz o pomalejším chodu pohybujících se hodin. Poskytl tak důkaz o jiném plynutí času pohybujících se experimentátorů, jak jej navrhl Paul Langevin v myšlenkovém experimentu paradoxu dvojčat o 60 let dříve, jen s o mnoho řádů jinými parametry (menší rychlosti, čas letu i dilatace).
Platnost výpočtů dilatace času atomových hodin obíhajících Zemi vysoko nad jejím povrchem je zásadní součást v sedmdesátých letech vyvíjeného systému GPS a systémů dnešních satelitních navigací. Ty umožňují určit polohu na základě přesné synchronizace pomocí atomových hodin navigačních družic. Bez započtení odchylky satelitních hodin by nebylo možné správně určovat polohy družic a z nich vypočtenou polohu navigačního přístroje.